# Novabrasil São Paulo
Novabrasil São Paulo é uma emissora de rádio brasileira com sede em São Paulo, capital do estado homônimo. Opera no dial FM, na frequência 89,7 MHz, e é uma emissora própria e cabeça de rede da Novabrasil, de propriedade do Grupo Thathi de Comunicação.

## História
Lançada por Paulo Machado de Carvalho e Silvio Santos, a 89.7 MHz se chamava FM Record e era uma emissora de programação adulta, desde 1977 até setembro de 1989 (incluía retransmissão de parte da Rádio Record) e de programação jovem de outubro de 1989 a 1996. Em 1989 passou a se chamar Nova FM Record e em 1992, Nova FM.
Em junho de 1989 foi vendida para as Organizações Sol Panamby, do empresário e político Orestes Quércia, passando então a se chamar Nova FM Record. Em 1992, começa a atender somente pelo nome de Nova FM, mantendo sua programação jovem com Dance Music e Pop. Em março de 1996, a Nova FM muda sua programação, passando a transmitir música adulto-contemporânea. A partir da compra das emissoras da rede Manchete FM (incluindo outra frequência FM em São Paulo), a Nova FM deu lugar à Novabrasil FM a partir de 1.º de junho de 2000, quando passa a se dedicar a MPB contemporânea. A mudança fez a audiência crescer 54% em três meses, com média de 24,2 mil ouvintes por minuto.
Em outubro de 2020, é confirmada a venda da rede Novabrasil FM e das demais empresas de comunicação do Grupo Solpanamby ao Grupo Thathi de Comunicação, do empresário Chaim Zaher, com base em Ribeirão Preto. A nova administração assume no mês seguinte.